# Carli Lloyd
Carli Anne Lloyd (ur. 16 lipca 1982 w Delran Township) – amerykańska piłkarka grająca na pozycji pomocnika, dwukrotna mistrzyni olimpijska z 2008 i 2012, oraz dwukrotna mistrzyni świata z 2015 i 2019.
W latach 2001–2004 Lloyd grała w zespole Rutgers University. Obecnie gra w Sky Blue FC.

## Sukcesy

### Manchester City
- Puchar Anglii: 2016/17

### Reprezentacyjne
- Igrzyska olimpijskie (2x): 2008, 2012
- Mistrzostwo świata (2x): 2015, 2019
- Wicemistrzostwo świata (1x): 2011
- 3. miejsce na Mistrzostwach świata (1x): 2007
- Złoty Puchar CONCACAF (2x): 2014, 2018
- Puchar Algarve (6x): 2007, 2008, 2010, 2011, 2013, 2015
- SheBelieves Cup (2x): 2016, 2018
- Turniej Narodów (1x): 2018

### Indywidualne
- Piłkarka roku według FIFA: 2015, 2016
- 2. miejsce w plebiscycie The Best FIFA Women's Player: 2017
- MVP Pucharu Algarve: 2007
- Najlepsza amerykańska piłkarka: 2008
- MVP Mistrzostw świata: 2015
- Królowa strzelczyń Mistrzostw świata: 2015 (6 goli)[1]
- Srebrny But Mistrzostw świata: 2015
- Drużyna marzeń Mistrzostw świata: 2015
- Drużyna gwiazd Mistrzostw świata: 2015
- Najlepszy gol Mistrzostw świata: 2015
- Zawodniczka roku CONCACAF: 2015
- Gol roku CONCACAF: 2015
- Najlepsza rozgrywająca według IFFHS: 2015
- Drużyna roku według FIFPro: 2015, 2016